# نخل موم کاراندای
نخل موم کاراندای (نام علمی: Copernicia alba) نام یک گونه از تیره نخل است.